# 德里維亞特湖

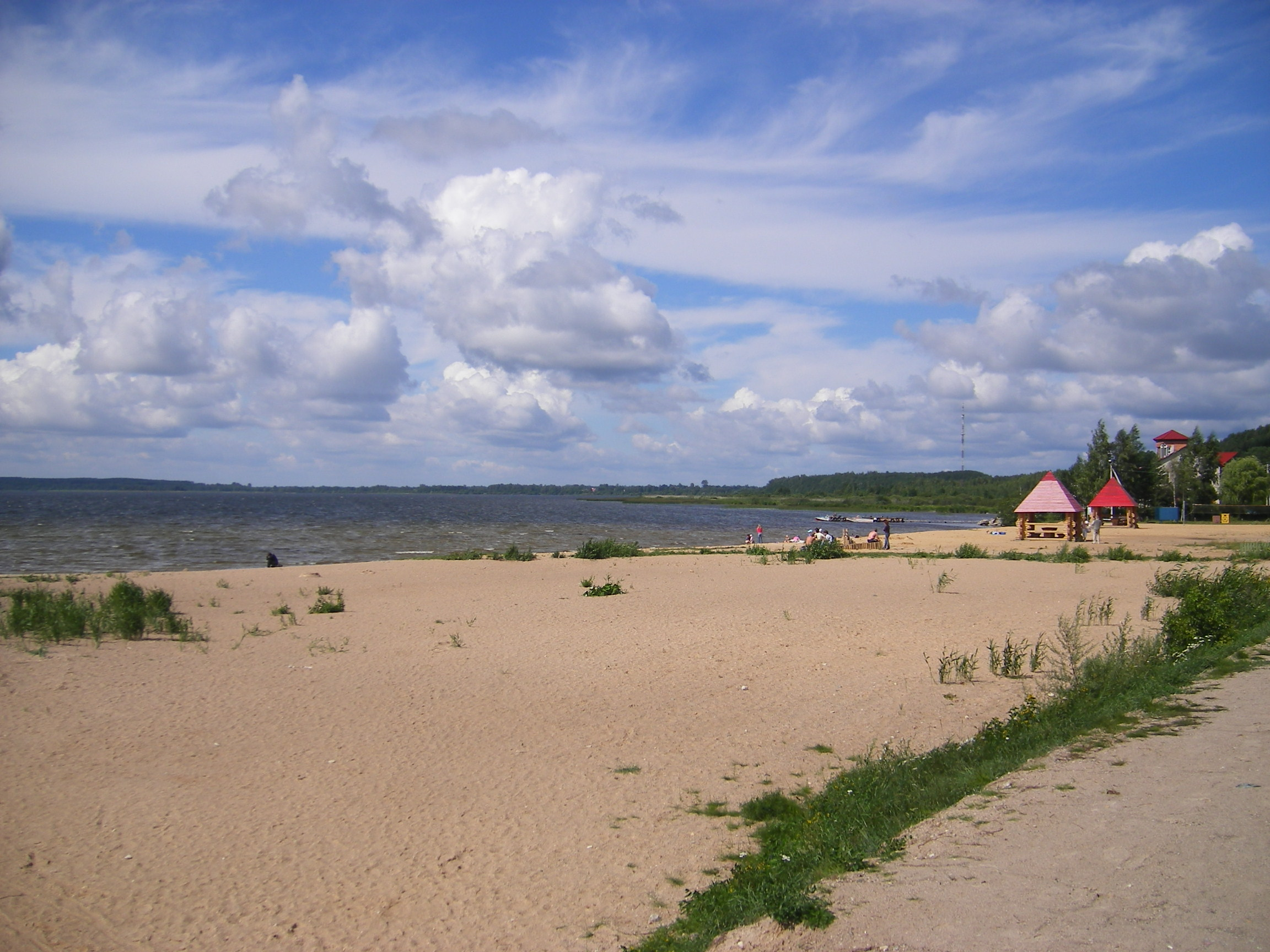
德里維亞特湖

德里維亞特湖（白俄羅斯語：Дрывяты）是白俄羅斯的湖泊，位於布拉斯拉夫以南，由維捷布斯克州負責管轄，長9.86公里、寬4.50公里，面積36.14平方公里，集水區面積423平方公里，海拔高度129米，平均水深6米，最大水深12米。